# Beihai
Beihai (em chinês tradicional: 北海; chinês simplificado: 北海; pinyin: Běihǎi; Zhuang:Bwzhaij) é uma cidade portuária chinesa localizada no extremo sul da região autônoma Zhuang de Quancim, com cerca de 1,5 milhões de habitantes, famosa pela sua praia (yin tan), praia de prata e pelas pérolas.